# Лавдовский, Михаил Доримедонтович
Михаил Доримедонтович (Дормидонтович) Лавдовский (1846—1902) — гистолог и эмбриолог, профессор Императорской медико-хирургической академии. Один из основателей сравнительной гистологии и микрофизиологии в России.

## Биография
Родился 29 декабря 1846 (10 января 1847) года в Тифлисе.
Окончил Императорскую медико-хирургическую академию (1870) и был оставлен при ней для подготовки к профессорскому званию; усовершенствовался во 2-м Военно-сухопутном госпитале.  В 1874 году получил степень доктора медицины, защитив диссертацию на тему о гистологии концевого аппарата улиткового нерва. Затем был командирован с научной целью за границу до 1877 года. После возвращения в Россию получил звание приват-доцента (1878) в академии по кафедре гистологии с эмбриологией, а в 1895 году был назначен профессором по той же кафедре, которую и занимал до самой смерти. В период работы при Академии Высших женских медицинских курсов Лавдовский читал на них гистологию.
М. Д. Лавдовский опубликовал свыше 70 научных работ (в их числе 5 монографий), посвящённых в основном изучению и анализу строения периферической и центральной нервной системы, строению нервной клетки и её отростков, осевого цилиндра и его оболочек; им было экспериментально доказано, что регенерации осевого цилиндра не происходит, если нарушена его связь с нервной клеткой (1885—1887). Лавдовский описал способы соединения нейронов между собой и с другими тканями. С 1879 года он стал применять хромосеребряную импрегнацию при анализе элементов нервной системы. В 1884 году предположил, что в нервных узлах внутренних органов имеются не только двигательные, но и чувствительные нервные клетки. Изучая нейроглию, в 1884 году он высказал предположение о её трофической (питательной) функции и о способности шванновских клеток образовывать миелин. В 1889 году он впервые использовал метиленовый синий для окраски нервной ткани.  
Он изучал строение и функции элементов крови: активную эмиграцию лейкоцитов, их способность к трансформации и к «созидательной» функции в организме; установил значение тромбоцитов в процессе свёртывания крови (1883). 
Отстаивал положение о биологической полноценности клеток, образующихся в результате прямого и непрямого деления.
Он разработал ряд конструкций микроскопической аппаратуры (фотофор с лупами, согревающий прибор, микрофотоаппарат).
М. Д. Лавдовский был редактором первого двухтомного руководства по гистологии на русском языке (1887—1888) — коллективного труда, который не имел себе равного в то время не только в России, но и за рубежом.
Умер 22 декабря 1902 (4 января 1903) года в Санкт-Петербурге.
Похоронен на Шуваловском кладбище.

## Избранная библиография
- «О развитии сосудов и нервов в хвосте головастика лягушки» («Журнал нормальной и патологической гистологии», 1870)
- «Гистология концевого аппарата улиткового нерва, с предварительным сообщением о структуре мякотных нервов вообще» (диссертация, СПб., 1874)
- «Из заметок по микроскопической технике» (ст. I—V, «Медицинский вестник», 1874 и 1877; ст. VI и VII во «Враче», 1885)
- «Zum Nachweis der Axencylindestrïicturbestandtheilen von markhaltigen Nervenfasern» («Centralblatt für die medicin. Wissenschaft», 1879, №№ 48, 49)
- «По поводу новейших исследований о строении слюнных желез и о морфологических явлениях в них при отделении» («Военно-медицинский журнал», 1880)
- «Blut und Jodsäure und der sogen. Chemotropismus» («Zeitschrift für wissenschaftl. Mikroskopie», т. X)
- «Zur Methodik der Methylenblautärbung und über einige neue Erscheinungen des Chemotropismus» (ib., т. XII) и др.

Подробный перечень трудов Лавдовского указан в работе: М. Д. Лавдовский, «Исторический очерк кафедры гистологии и эмбриологии в Императорской военно-медицинской академии» (СПб., 1898).